# عنتر (مجلة)
مجلة عنتر هي مجلة لبنانية تصدر عن مؤسسة بساط الريح بإشراف لجنة من الجامعيين. شعارها «السلسلة التاريخية المصورة للكبار والصغار» صدر العدد الأول منها عام 1977م، بقطع 18×24 سم.
تروي المجلة حياة ومغامرات عنترة بن شداد في كل مراحلها. حيث يتضمن كل عدد قصةً كرتونيةً كاملة من مغامرات عنترة مرسومة في 26 صفحة من بين 36 بالمجمل، وتتضمن بقية الصفحات التسالي وأغلب الصفحات المتبقية مأخوذة من مجلات ومصادر عالمية.
لا تعتمد المجلة على الإعلانات رغم وجود إشارات إلى إصدارات مؤسسة بساط الريح، جُمعت أعداد عنترة لاحقاً وصدرت في أكثر من مجلد. ثمن النسخة في لبنان 250 قرشاً.

## الأبواب
- مشكلة وحل
- تسلية وألعاب: مأخوذ من مجلات عالمية
- لعبة المربعات
- بابا نويل والمدخنة
- الكلمات الضائعة
- الكاريكاتير: مقتبس من مصادر عالمية

## الرسامون
- بسام أيوب
- نبيل قنزوح